# Ölseruds distrikt
Ölseruds distrikt är ett distrikt i Säffle kommun och Värmlands län. Distriktet ligger omkring Ölseruds kyrka på östra delen av halvön Värmlandsnäs i södra Värmland, vid Vänern. 

## Tidigare administrativ tillhörighet
Distriktet inrättades 2016 och utgörs av Ölseruds socken i Säffle kommun.
Området motsvarar den omfattning Ölseruds församling hade vid årsskiftet 1999/2000.

## Tätorter och småorter
I Ölseruds distrikt finns inga tätorter eller småorter.